# Ammocalamagrostis baltica
Ammocalamagrostis baltica är en gräsart som först beskrevs av Johannes Flüggé och Heinrich Adolph Schrader, och fick sitt nu gällande namn av Paul Victor Fournier. Ammocalamagrostis baltica ingår i släktet Ammocalamagrostis och familjen gräs. Inga underarter finns listade i Catalogue of Life.